# لوسي ديكسون
لوسي ديكسون (بالإنجليزية: Lucy Dixon)‏ هي ممثلة بريطانية، ولدت في 9 أغسطس 1989 في مانشستر الكبرى في المملكة المتحدة.

## وصلات خارجية
- لوسي ديكسون على موقع IMDb (الإنجليزية)
- لوسي ديكسون على موقع ألو سيني (الفرنسية)